# Абашеев, Евгений Николаевич
Евге́ний Никола́евич Абаше́ев (1900—1937) — коммунистический политический деятель. Член РКП(б).

## Биография
Евгений Николаевич Абашеев родился в 1900 году. Слушал курсы марксизма-ленинизма при ЦК ВКП(б).
С 1918 года — инструктор Союза Советов Сибири[уточнить], учитель в селе Тунка. С ноября 1919 года по февраль 1920 года в партизанском движении.
С февраля 1920 года — председатель Аларского аймачного революционного комитета в Иркутской губернии, военком Эхирит-Булагатского аймака в Иркутской губернии. С 1922 года — ответственный секретарь Аларского аймачного комитета РКП(б) в Бурят-Монгольской автономной области. С 1923 года — председатель Исполнительного комитета Баргузинского аймачного Совета Бурят-Монгольской АССР, председатель Исполнительного комитета Тункинского аймачного Совета Бурят-Монгольской АССР.
С февраля 1926 года по март 1927 года — народный комиссар внутренних дел Бурят-Монгольской АССР. С 30 марта 1927 года по 16 июля 1928 года — народный комиссар юстиции Бурят-Монгольской АССР, прокурор Бурят-Монгольской АССР, состоял в Президиуме ВЦИК и Туркменской ССР.
Евгений Николаевич Абашеев умер в 1937 году.